# Habitación Doble
Albums de Ha*Ash
Mundos Opuestos
(2005) A Tiempo
(2011)
Singles
1. No te quiero nada
Sortie : 8 juillet 2008
2. Lo que yo sé de ti
Sortie : 24 novembre 2008
3. Tu y yo volvemos al amor
Sortie : 6 février 2009

Habitación Doble est le 3e album album studio du groupe américain Ha*Ash, sorti le  1er août 2008. Cet album est depuis août 2008,   Or. 

## Liste des chansons

### Édition Standard[2],[3]
| No  | Titre                                        | Auteur                                               | Durée |
| --- | -------------------------------------------- | ---------------------------------------------------- | ----- |
| 1.  | Hasta Que Llegaste Tú                        | Ashley Grace, Hanna Nicole, Rafel Vergara            | 3:13  |
| 2.  | Te Dejo                                      | Gian Marco                                           | 3:47  |
| 3.  | No Te Quiero Nada                            | Áureo Baqueiro                                       | 4:12  |
| 4.  | Lo Que Yo Sé de Ti                           | Ashley Grace, Hanna Nicole, Leonel García            | 3:46  |
| 5.  | Vamos a Llamarlo Amor                        | Áureo Baqueiro, Salvador Rizo                        | 3:48  |
| 6.  | Already Home (feat. Brandi Carlile)          | Ashley Grace, Hanna Nicole, Blair Daly, Troy Verges  | 4:02  |
| 7.  | Tú y yo volvemos al Amor                     | Cristobál Sansano                                    | 4:39  |
| 8.  | A Media Luz                                  | Barbara Munoz, Claudia Brant, Rafael Esparza         | 3:23  |
| 9.  | Esta Mujer                                   | Ashley Grace, Hanna Nicole, Leonel García            | 4:56  |
| 10. | Malas Costumbres (Real Bad Habit)            | Ashley Grace, Hanna Nicole, Bryan Keith, Don Goodman | 3:05  |
| 11. | Aunque No Estés Aquí (Navigate By the Stars) | Ashley Grace, Hanna Nicole, Ernesto Lira, Hugo Lira  | 4:03  |

### Édition Deluxe[4],[5]
| 1.  | Hasta Que Llegaste Tú                        | Ashley Grace, Hanna Nicole, Rafel Vergara            | 3:13 |
| 2.  | Te Dejo                                      | Gian Marco                                           | 3:47 |
| 3.  | No Te Quiero Nada                            | Áureo Baqueiro                                       | 4:12 |
| 4.  | Lo Que Yo Sé de Ti                           | Ashley Grace, Hanna Nicole, Leonel García            | 3:46 |
| 5.  | Vamos a Llamarlo Amor                        | Áureo Baqueiro, Salvador Rizo                        | 3:48 |
| 6.  | Already Home (feat. Brandi Carlile)          | Ashley Grace, Hanna Nicole, Blair Daly, Troy Verges  | 4:02 |
| 7.  | Tú y yo volvemos al Amor                     | Cristobál Sansano                                    | 4:39 |
| 8.  | A Media Luz                                  | Barbara Munoz, Claudia Brant, Rafael Esparza         | 3:23 |
| 9.  | Esta Mujer                                   | Ashley Grace, Hanna Nicole, Leonel García            | 4:56 |
| 10. | Malas Costumbres (Real Bad Habit)            | Ashley Grace, Hanna Nicole, Bryan Keith, Don Goodman | 3:05 |
| 11. | Aunque No Estés Aquí (Navigate By the Stars) | Ashley Grace, Hanna Nicole, Ernesto Lira, Hugo Lira  | 4:03 |
| 12. | Labios Partidos                              | Raul Ornelas, Cesar Lazcano Malo                     | 4:17 |
| 13. | Me Niego A Olvidarte                         | Erika Ender, Rafael Esparza                          | 4:08 |
| 14. | Punto Final                                  | Ashley Grace, Hanna Nicole, Erika Ender              | 3:47 |
| 15. | Already Home (spanish)                       | Ashley Grace, Hanna Nicole                           | 3:59 |

| 1. | Que Hago Yo? (Video)            |  |
| 2. | Lo Que Yo Sé De Ti (Video)      |  |
| 3. | No Te Quiero Nada (Video)       |  |
| 4. | Que Hago Yo? (Making Off)       |  |
| 5. | Lo Que Yo Sé De Ti (Making Off) |  |
| 6. | No Te Quiero Nada (Making Off)  |  |
| 7. | Documentary Film                |  |
| 8. | Pics                            |  |

## Charts et Certifications

### Classements
| Classement (2008)                  | Position |
| ---------------------------------- | -------- |
| Mexique (Amprofon)                 | 6        |
| États-Unis (Billboard Latin Album) | 14       |

### Certifications et ventes
| Pays    | Certification | Ventes |
| ------- | ------------- | ------ |
| Mexique | Or            | 40 000 |

## notes et références
1. 1 2  « AMPROFON », sur amprofon.com.mx (consulté le 23 avril 2019)
2. ↑  « Ha*Ash - Habitación Doble », sur Discogs (consulté le 24 mai 2019)
3. ↑  (es-MX) Habitacion Doble de Ha-Ash (lire en ligne)
4. ↑  « Ha*Ash - Habitación Doble (Edición Especial) », sur Discogs (consulté le 24 mai 2019)
5. ↑  (es-MX) Habitación Doble (Edición Especial) de Ha-Ash en iTunes (lire en ligne)
6. ↑  « Wayback Machine », sur www.amprofon.com.mx:80, 15 février 2010 (version du 15 février 2010 sur Internet Archive)
7. ↑  « Ha*Ash - Chart history > Albums », sur www.billboard.com (consulté le 4 février 2019)